# Исе
Исе (јап. 伊勢市) град је у Јапану у префектури Мије. Према попису становништва из 2005. у граду је живело 134.973 становника.

## Становништво
Према подацима са пописа, у граду је 2005. године живело 134.973 становника.
| 1995.   | 2000.   | 2005.   |
| ------- | ------- | ------- |
| 138.404 | 136.173 | 134.973 |